# Padilla ambigua
Padilla ambigua là một loài nhện trong họ Salticidae.
Loài này thuộc chi Padilla. Padilla ambigua được Ledoux miêu tả năm 2007.